# Надо, Гюстав
Гюстав Надо́ (фр. Gustave Nadaud; 20 февраля 1820, Рубе — 28 апреля 1893, район Пасси в Париже) — французский композитор, поэт, сочинитель песен и шансонье.

## Биография
Родился в купеческой семье. Работал бухгалтером, хотя с юности увлекался написанием песен. В возрасте 28 лет по уговору друзей опубликовал свои стихи и куплеты в журналах «L'Illustration» и «Le Figaro». Вскоре стал популярным во Франции сочинителем песен, музыку к которым создавал сам, и исполнителем (шансонье).
Написал более 300 песен, однако умер в нищете в парижском районе Пасси.

## Творчество
Гюстав Надо́ — автор сентиментальных романсов и шутливых песен, частью легкомысленного содержания. Последний крупный представитель буржуазного классического шансона, составлявший и музыку ко многим своим песням.
Последователь Беранже.
В шутливых песнях Г. Надо отразилось много комических черт буржуазного быта. Порою его песни содержат элементы общественной сатиры.
Отдельные его произведения имели смысл определённого политического выступления против режима. Некоторые из них при всей благонамеренности автора, умеренного либерала, были использованы оппозицией во время Второй французской империи. «Pandore ou les Deux Gendarmes» (Пандора или Два жандарма) — незлобливая шутка, пользовавшаяся успехом даже при дворе, была дополнена язвительной строфой Бастида против Наполеона III и вызвала подражание Локруа и позже была запрещена властями, как и песня «Le Soldat de Marsala» (Солдат дю Марсала).

## Избранные произведения
- Histoire du mendiant (История нищего)
- À mon pays (Моей стране, 1868) напечатана лишь после падения Империи в его сборнике «Chansons nouvelles» (1876)
- Profession de foi, pouvant servir à plus d’ un candidat
- Bonhomme
- Carcassonne
- Le Carnaval à l’Assemblée Nationale
- Cheval et cavalier
- Le Chevalier à boire
- Les Deux Notaires
- Le Docteur Grégoire
- L’Épingle sur la manche
- La Garonne
- L’Invalide
- Le Nid abandonné
- L’Osmanomanie
- Pandore, ou les Deux Gendarmes
- Les Reines de Mabille, ou la Fontaine Clara
- Le Roi boiteux
- Le Soldat de Marsala
- Les Trois Hussards
- La Vieille Servante
- Le Voyage aérien

Г. Надо́ — автор нескольких комедий и книги «Mes notes d’infirmièr», о впечатлениях по поводу Франко-прусской войны.
Благодаря Г. Надо был напечатан дебютный сборник песен Эжена Потье. В предисловии к нему он, предвидя возмущение буржуазных читателей, подчеркивал, что пропагандирует его лишь из любви к шансону.